# Byrknes
Byrknes är en tätort i Gulens kommun i Vestland fylke i västra Norge. Orten ligger på ön Byrknesøyna, vid änden av fylkesväg 5582 och utgör kommunens största tätort.